# Henryk Praski
Henryk Praski (ur. 2 lutego 1911 w Konstantynowie, zm. 11 maja 1985 w Katowicach) – polski lekkoatleta, specjalista pchnięcia kulą i rzutu dyskiem, mistrz Polski.
Startował zarówno przed II wojną światową, jak i po niej. Przed wojną był wicemistrzem Polski w pchnięciu kulą w 1936 i 1937 oraz brązowym medalistą w rzucie dyskiem w 1937 i 1938 i w pchnięciu kulą w 1938. Był też złotym medalistą halowych mistrzostw Polski w pchnięciu kulą w 1936, srebrnym medalistą w pchnięciu kulą w 1938 i 1939 i w pchnięciu kulą oburącz w 1938.
Po wojnie Praski był mistrzem Polski w rzucie dyskiem w 1950 oraz brązowym medalistą w pchnięciu kulą w 1948 i w rzucie dyskiem w 1949.
W latach 1938–1949 wystąpił w trzech meczach reprezentacji Polski (5 startów), bez zwycięstw indywidualnych.
Rekordy życiowe:
- pchnięcie kulą – 14,96 m (21 maja 1939, Katowice)
- rzut dyskiem – 46,25 m (30 lipca 1950, Kamień Pomorski)
- rzut młotem – 28,69 m (7 maja 1939, Katowice)

Był zawodnikiem klubów: Sokół Siemianowice (1933-1935), Strzelec Katowice (1936-1939), Zjednoczenie Zabrze (1948) i Górnik Zabrze (1949-1950).